# Gigi Dolin
Priscilla Lee Kelly (Douglasville, 5 de junho de 1997) é uma lutadora profissional americana e ex-personalidade de reality show. Ela é mais conhecida por seu tempo na WWE, onde se apresentava sob o nome de ringue Gigi Dolin. Ela é uma ex-campeã de duplas femininas do NXT, tendo conquistado o título duas vezes, empatando o recorde.
Antes de assinar com a WWE, Kelly trabalhou para a Major League Wrestling. Ela é mais conhecida por suas aparições no Shine Wrestling, onde foi uma ex-campeã Shine Nova.

## Início de vida
Priscilla Lee Kelly nasceu em uma família de descendência Romanichal em Douglasville, Geórgia, no dia 5 de junho de 1997. Ela deixou a escola aos 12 anos de idade. Quando tinha 14 anos, participou da primeira temporada do reality show My Big Fat American Gypsy Wedding, no qual foi o foco principal do episódio "14 and Looking for Mr. Right". Mais tarde, ela disse que o programa a havia retratado de forma errada. Seu irmão mais novo, que é autista, a apresentou à luta profissional. Ela afirmou que sua motivação no wrestling é proporcionar uma vida melhor para o irmão.

## Carreira na luta livre profissional

### Circuito independente (2015–2021)
Kelly fez sua estreia no wrestling profissional em março de 2015 em uma luta de duplas, onde ela e Devyn Nicole perderam para Amanda Rodriguez e Amber O'Neal. Em junho, ela foi derrotada por Kiera Hogan. Em maio de 2016, foi derrotada por Kimber Lee. Em dezembro de 2016, venceu Tessa Blanchard. Em setembro de 2016, Kelly fez sua estreia na Women Superstars Uncensored, onde ela e Nevaeh perderam para Samantha Heights e Brittany Blake. No evento Breaking Barriers 4, derrotou Penelope Ford e Renee Michelle. Em agosto de 2017, venceu Leva Bates. Mais tarde naquele mês, defendeu seu título Shine Nova contra Jordynne Grace. Em dezembro, Kelly, Cheerleader Melissa e Mercedes Martinez derrotaram Laurel Van Ness, Delilah Doom e Deonna Purrazzo. Em abril de 2018, fez sua estreia no DDT Pro-Wrestling, onde ela, Toru Owashi e Kazuki Hirata foram derrotados por Saki Akai, Yukio Sakaguchi e Masahiro Takanashi.
Em dezembro de 2018, Kelly participou de uma luta contra Tuna pela promoção Suburban Fight, em Los Angeles. Durante o combate, com Tuna caída em uma cadeira de aço, Kelly retirou um absorvente interno ensanguentado de sua roupa e colocou na boca de Tuna. O vídeo da luta passou despercebido por mais de uma semana, até que a lutadora Gail Kim expressou seu desagrado no Twitter, fazendo o conteúdo viralizar. Veteranos do wrestling, como Jim Ross, Angelina Love e Tessa Blanchard, também criticaram o ato negativamente, enquanto Gregory Helms brincou, perguntando se era uma "[[Tipos de combate de luta profissional#Luta First Blood|luta First Blood". Kelly defendeu a situação, explicando que o evento ocorreu em um bar com restrição para maiores de 21 anos e que a cena foi criada puramente para entretenimento, esclarecendo que o absorvente não era usado e que tudo fazia parte do roteiro. Posteriormente, ela comentou sobre o padrão duplo aplicado às mulheres em comparação aos homens, mencionando Joey Ryan, que frequentemente colocava pirulitos na boca de outros lutadores após retirá-los de suas roupas. Reby Sky apoiou as declarações de Kelly. Outros nomes, como Tommy Dreamer, Tazz e Joey Ryan, saíram em defesa de Kelly, afirmando que ela apenas fez o trabalho dela e que o segmento funcionou. Road Dogg inicialmente criticou o incidente, mas depois se desculpou publicamente após Ryan destacar ângulos semelhantes durante a Attitude Era, como o infame segmento de Mae Young "dando à luz uma mão".
Em julho de 2019, Kelly derrotou James Ellsworth para se tornar a campeã mundial intergênero no evento "Rated R Wrestling" da Cactus League Wrestling, realizado em Tucson, Arizona.
Em novembro de 2019, Kelly estreou na Major League Wrestling como a vilã Spider Lady, perdendo para Zeda Zhang por desqualificação e atacou Zhang enquanto removia sua máscara.

### Shine (2016–2019)

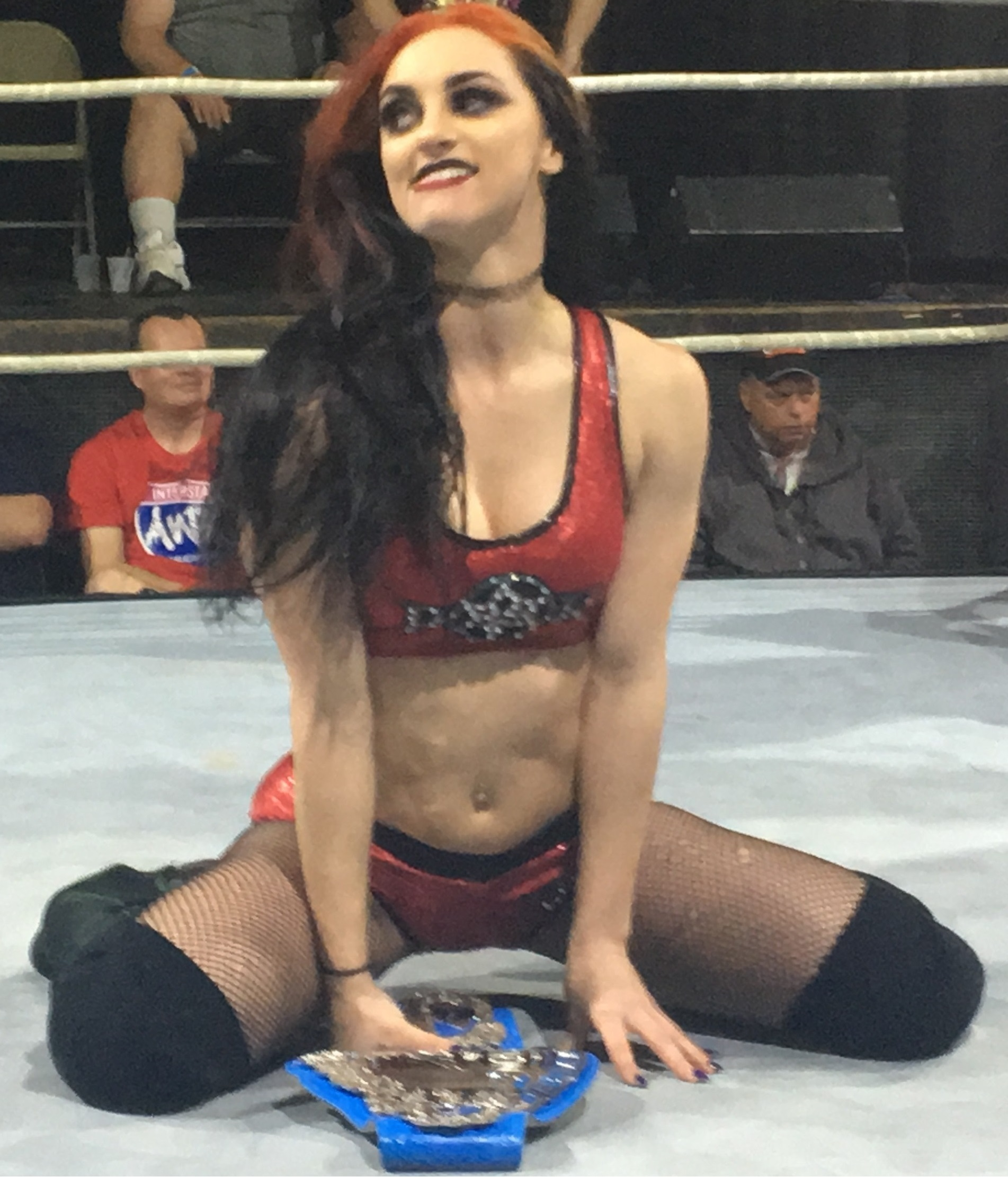
Kelly como campeã Shine Nova em 2018.

Em setembro de 2016, Kelly estreou na Shine Wrestling no evento Shine 37, derrotando Dominique Fabiano. Mais tarde naquela noite, Kelly e Fabiano foram derrotadas pelas então campeãs de duplas da Shine, Jayme Jameson e Marti Belle. No Shine 39, Kelly foi derrotada por Malia Hosaka. Em julho de 2017, Kelly se tornou a primeira campeão Shine Nova ao vencer o Torneio pelo Campeonato Shine Nova, derrotando Veda Scott na primeira rodada, Leah Vaughan na segunda, Kiera Hogan nas semifinais e Candy Cartwright na final. No Shine 46, ela derrotou Santana Garrett para reter o título. No Shine 49, Kelly perdeu o título Nova para Candy Cartwright. Já no Shine 51, ela venceu Holidead.
Em janeiro de 2017, Kelly fez sua estreia na Full Impact Pro em uma derrota para Aria Blake. No evento Heatstroke 2017, Kelly defendeu com sucesso seu título Shine Nova contra Stormie Lee.
Em maio de 2017, ela estreou na Evolve no evento Evolve 95, sendo derrotada por Allysin Kay.
Kelly também estreou na Style Battle em agosto de 2017, onde derrotou Dani J.

### Tokyo Joshi Pro Wrestling (2018–2019)
Kelly estreou na promoção japonesa Tokyo Joshi Pro Wrestling em abril de 2018, em uma luta de duplas ao lado de Hyper Misao, mas foi derrotada pela equipe Dragon Bombers (Maho Kurone e Rika Tatsumi). Desde então, participou de várias lutas no Japão, todas sob a promoção DDT Pro-Wrestling. Sua luta mais recente foi em 14 de outubro, quando perdeu para Miyu Yamashita em uma disputa pelo título Tokyo Princess of Princess Championship. Em 10 de outubro de 2018, Kelly, junto com Ethan Page, MAO e Mike Bailey, venceu a equipe formada por Jun Kasai, Akito, Masahiro Takanashi e Saki Akai.

### All Elite Wrestling (2019–2020)
Em 31 de agosto de 2019, Kelly fez uma aparição surpresa no evento All Out, participando da Casino Battle Royale, mas não conseguiu vencer. No episódio de 22 de janeiro de 2020 do Dynamite, Kelly enfrentou Britt Baker, sendo derrotada.

### WWE (2021–2025)

#### Toxic Attraction (2021–2023)
Em 30 de julho de 2018, foi anunciado pela WWE que Kelly seria uma participante do segundo torneio Mae Young Classic. Ela foi derrotada por Deonna Purrazzo na primeira rodada.
Em 20 de janeiro de 2021, a WWE anunciou que havia contratado Kelly, que competiria na marca NXT sob o nome de ringue Gigi Dolin. Ela estreou participando do Women's Dusty Rhodes Tag Team Classic, formando uma dupla com a também nova contratada Cora Jade. A dupla foi derrotada por The Way (Candice LeRae e Indi Hartwell) na primeira rodada. No episódio de 27 de julho de 2021 do NXT, Dolin formou uma aliança com Mandy Rose e Jacy Jayne, criando o grupo Toxic Attraction. No evento Halloween Havoc, Dolin e Jayne derrotaram Io Shirai e Zoey Stark, além de Indi Hartwell e Persia Pirotta, em uma luta de escadas chamada Scareway to Hell, conquistando o Campeonato de Duplas Femininas do NXT. No episódio de 16 de novembro de 2021 do NXT 2.0, Dolin se juntou a Jacy Jayne, Mandy Rose e Dakota Kai para uma luta WarGames no NXT WarGames, enfrentando Team Raquel (Raquel González, Kay Lee Ray, Cora Jade e Io Shirai). No evento, Toxic Attraction e Kai foram derrotadas pelo time de Raquel.
No evento NXT: Vengeance Day, Dolin e Jayne defenderam com sucesso o Campeonato de Duplas Femininas do NXT contra Indi Hartwell e Persia Pirotta. Durante o NXT Stand & Deliver, Gigi e Jacy perderam os títulos para Dakota Kai e Raquel González, após a interferência de Wendy Choo. Isso marcou o fim de seu reinado, que durou 158 dias. No entanto, três dias depois, Dolin e Jayne reconquistaram os títulos com a ajuda de uma distração de Mandy Rose.
No NXT: The Great American Bash em 5 de julho, Gigi e Jacy perderam o Campeonato de Duplas Femininas do NXT para Roxanne Perez e Cora Jade. Após os títulos ficarem vagos, Dolin e Jayne participaram de uma luta fatal four-way de eliminação no episódio de 2 de agosto do NXT 2.0, enfrentando Ivy Nile e Tatum Paxley, Yulisa Leon e Valentina Feroz, e Katana Chance e Kayden Carter. Dolin e Jayne foram uma das duas últimas equipes no combate, mas acabaram perdendo para Chance e Carter.
No episódio de 19 de agosto de 2022 do SmackDown, Gigi Dolin fez sua estreia no plantel principal junto com Jacy Jayne como participantes do Torneio pelo Campeonato de Duplas Femininas da WWE. Elas venceram a primeira luta, mas foram forçadas a sair do torneio devido a uma lesão sofrida por Dolin. Dolin e Jayne retornaram ao SmackDown em uma luta contra as novas campeãs de duplas femininas da WWE, Aliyah e Raquel Rodriguez, mas foram derrotadas.
Em 14 de dezembro de 2022, Mandy Rose foi liberada pela WWE, transformando o Toxic Attraction em uma dupla. No evento NXT: New Year's Evil em 10 de janeiro de 2023, Dolin e Jayne foram declaradas co-vencedoras de uma battle royal de 20 mulheres, após se eliminarem simultaneamente. Como resultado, elas conquistaram uma luta pelo Campeonato Feminino do NXT contra a então campeã Roxanne Perez em uma luta triple threat no NXT Vengeance Day, onde Perez conseguiu reter seu título com sucesso.

#### Competição individual (2023–2024)
Na edição de 7 de fevereiro de 2023 do NXT, durante um segmento de Ding Dong, Hello! apresentado por Bayley, Dolin e Jayne pareciam ter se reconciliado. No entanto, Jayne virou contra Dolin, atingindo-a com um "Thirst Kick". Jayne então pisoteou Dolin enquanto ela estava chorando, passando-a pela porta do set do Ding Dong, Hello!, marcando o fim do Toxic Attraction. Dolin enfrentou Jayne no NXT Roadblock em 7 de março, com Dolin saindo vitoriosa. As duas ex-melhores amigas se enfrentaram novamente em 2 de maio, onde Jayne fez o pin em Dolin. Sua rivalidade culminou finalmente na edição de 30 de maio de 2023 do NXT, onde Dolin derrotou Jayne em uma luta em uma jaula de aço Weaponized.
Na edição de 27 de junho do NXT, Dolin derrotou Kiana James. Após a luta, James atacou Dolin e a humilhou despejando várias latas de tinta sobre ela. Dolin respondeu no episódio de 4 de julho do NXT, vandalizando o escritório de James. A rivalidade entre Dolin e James culminou em uma revanche na edição de 18 de julho do NXT, onde Dolin foi derrotada. No mês seguinte, Dolin participou de uma luta fatal four-way para determinar a desafiante número um pelo Campeonato Feminino do NXT, mas foi derrotada novamente por James após sofrer o pin. No outono, Dolin iniciou uma rivalidade com Blair Davenport, que culminou na derrota de Dolin por Davenport em uma luta Lights Out no Halloween Havoc. Dolin lutaria esporadicamente nos meses seguintes, geralmente em derrotas no Main Event e no NXT Level Up, contra lutadoras como Cora Jade, Chelsea Green, Izzi Dame e Xia Li. No episódio de 12 de março de 2024 do NXT, Dolin enfrentou Arianna Grace com a estipulação de que, se Grace vencesse, ela faria uma transformação em Dolin para torná-la uma "dama adequada". Grace venceu Dolin por desqualificação depois que o árbitro a pegou aplicando um low blow em Grace. Esta foi uma das primeiras vezes em que uma luta feminina na WWE terminou com desqualificação por low blow. No episódio de 16 de abril do NXT, Grace levou Dolin para comprar uma nova roupa. No entanto, a história foi abruptamente abandonada quando Dolin foi supostamente afastada após sofrer uma grave lesão no joelho em junho. Dolin fez uma aparição na tela no NXT Halloween Havoc em 27 de outubro como a narradora do vídeo de abertura do evento.

#### Aliança com Tatum Paxley e saída (2024–2025)
Dolin retornou de sua lesão no episódio de 26 de novembro do NXT para salvar Tatum Paxley do Fatal Influence (Jacy Jayne, Fallon Henley e Jazmyn Nyx), formando uma aliança com Paxley enquanto reacendia sua rivalidade com Jayne. Na semana seguinte, Dolin e Paxley perderam para Jayne e Nyx em uma luta de duplas. Após a luta, Shotzi, que retornava, salvou as duas de uma surra dada por Fatal Influence. Em 7 de janeiro de 2025, Dolin, Paxley e Shotzi enfrentaram o grupo Fatal Influence em uma luta de trios no NXT: New Year's Evil, onde a equipe de Dolin saiu vitoriosa. No pré-show do NXT Stand & Deliver, em 19 de abril, Dolin e Paxley venceram uma luta fatal four-way de eliminação de duplas e se tornaram as desafiantes número 1 ao Campeonato de Duplas Femininas da WWE. No entanto, elas não conseguiram derrotar Liv Morgan e Raquel Rodriguez pelo título no episódio do NXT de 22 de abril, que também foi a última luta de Dolin na marca. Em 2 de maio de 2025, Dolin foi dispensada da WWE.

### Total Nonstop Action Wrestling (2025)
Na gravação do Impact! em 15 de março de 2025, Kelly, sob o nome de Gigi Dolin, fez sua estreia na Total Nonstop Action Wrestling (TNA) ao lado de Tatum Paxley, exigindo uma luta pelo título contra as campeãs mundiais de duplas das Knockouts da TNA, Ash by Elegance e Heather by Elegance, mas não conseguiram conquistar os cinturões na semana seguinte. No episódio do Impact! de 17 de abril, Dolin e Paxley conquistaram sua primeira vitória na TNA ao derrotarem Heather by Elegance e Maggie Lee em uma luta de duplas.

## Persona e estilo no wrestling
A personagem de Kelly foi inicialmente baseada em seu passado e em sua aparição no My Big Fat American Gypsy Wedding, levando-a a adotar os apelidos de "Gypsy Princess" (Princesa Cigana) e "Gypsy Queen" (Rainha Cigana). No entanto, sua persona evoluiu para algo mais gótico e sexual, com uma influência maior de um succubus. Ela passou a usar o apelido de "Hell's Favorite Harlot" (A Prostituta Favorita do Inferno) e ficou conhecida por usar táticas como morder e lamber suas oponentes durante as lutas, como uma forma de psicologicamente desestabilizá-las. Muitas vezes, ela foi comparada fisicamente com a ex-lutadora da WWE Paige, que também usava a tática de lamber suas oponentes. Seu principal golpe final é o Gigi Driver, um movimento que combina um abdominal stretch com um driver. Além de ser uma lutadora profissional, Kelly também atua como valet, sendo mais conhecida por ter sido a valet de Austin Theory.

## Outras mídias
Dolin fez sua estreia em videogames como personagem jogável no WWE 2K23, e depois apareceu no WWE 2K24 e no WWE 2K25.

## Vida pessoal
Em 21 de novembro de 2018, Kelly se casou com o lutador profissional Samuel Ratsch, mais conhecido pelo nome de ringue Darby Allin. Em agosto de 2020, ela anunciou que eles estavam se divorciando. Quatro meses depois, durante uma entrevista no podcast de Vickie Guerrero, ela confirmou que ela e Allin não eram mais casados, mas continuavam amigos.
Kelly está atualmente em um relacionamento com o lutador profissional Zachary Wentz. Eles ficaram noivos em outubro de 2023.

## Títulos e prêmios
- F1RST Wrestling

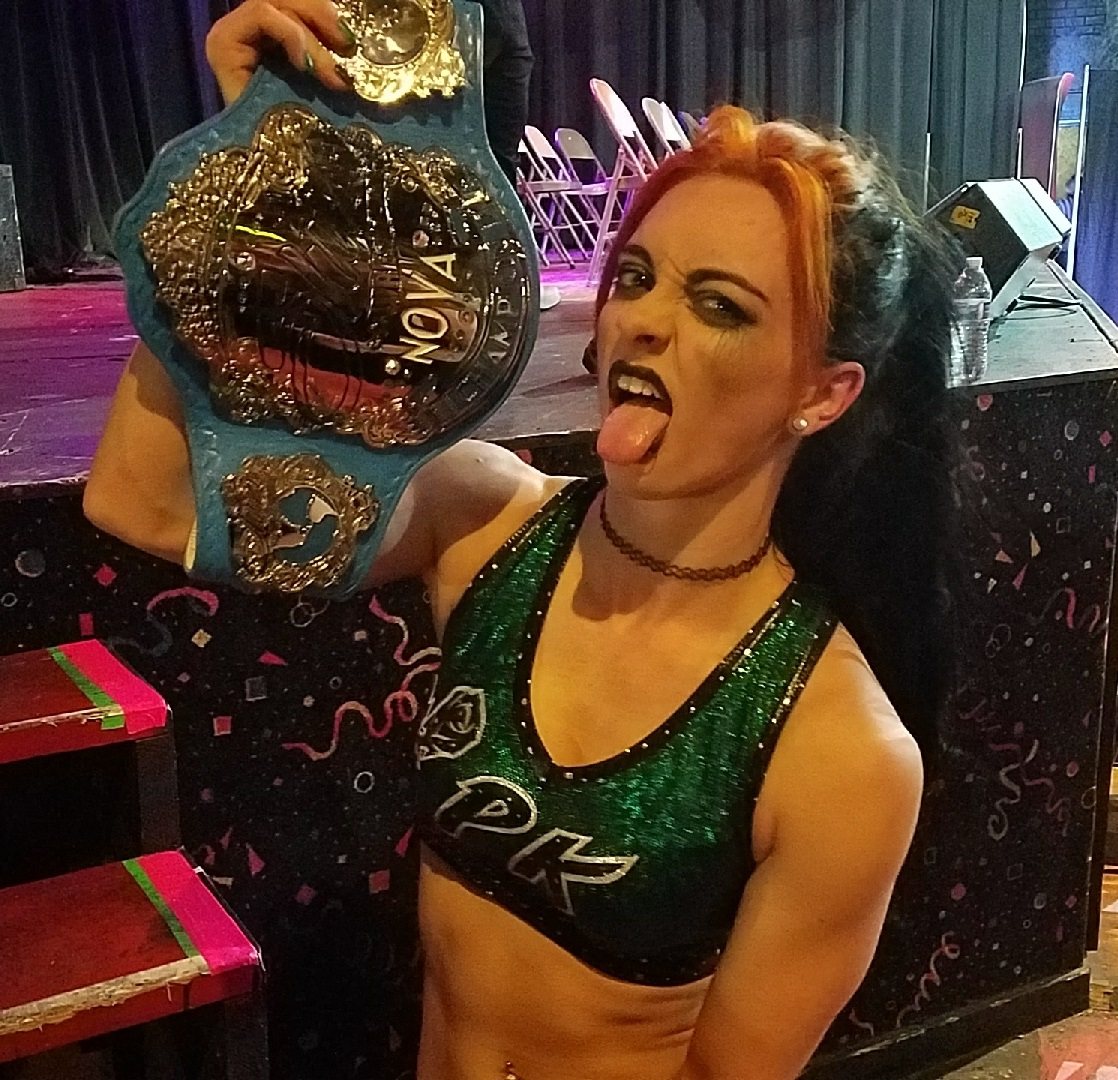
Ela é uma ex-campeã Shine Nova.

  - F1RST Wrestling Uptown VFW Championship (1 vez)[74]
- Georgia Premier Wrestling
  - Together We Fight Tournament (1 vez) – com Chip Day[75]
- Grim's Toy Show Wrestling
  - GTS Intergender Championship (1 vez)
- Pro Wrestling Illustrated
  - PWI a colocou na #38ª posição das 100 melhores lutadoras individuais no PWI Women's 100 em 2020[76]
  - PWI a colocou na #14ª posição das 100 melhores duplas no PWI Tag Team 100 em 2022 – com Toxic Attraction[77]
- Rogue Wrestling
  - Rogue Tag Team Championship (1 vez) – com Vipress[78]
- Shine Wrestling
  - Shine Nova Championship (1 vez, inaugural)[79]
  - SHINE Nova Championship Inaugural Tournament (2017)[80]
- WWE
  - Campeonato de Duplas Femininas do NXT (2 vezes) – com Jacy Jayne[81][82]